# Orkney (Afrique du Sud)
Pour l’article homonyme, voir Orkney.
Orkney est une ville minière de 13 435 habitants, située dans le district du Dr Kenneth Kaunda dans la province du Nord Ouest, en Afrique du Sud.

## Histoire
La ville a été nommée ainsi car les Orcades, en anglais Orkney, dans le nord de l'Écosse, est le lieu de naissance de Simon Fraser, un des pionniers de l'extraction de l'or dans les années 1880 en Afrique du Sud. On a proclamé la ville en 1940 l'emplacement de la ferme Witkoppen, celle où Fraser avait commencé l'extraction de l'or.
La ville a été fréquentée par un autre Écossais du nom de Maconachie. Le nom des rues qu'il a donné était assez intéressant et original : il a utilisé le nom de poètes et d'auteurs des Îles britanniques. C'était pourtant inhabituel pour une ville de mineurs situé dans le cœur-même de "Afrikanerdom". Cette coutume a été interrompue car le nationalisme afrikaner est devenu dominant dans les années 1960.

## Sports et loisirs
L'Oppenheimer Stadium d'Orkney faisait partie de la liste des treize stades présélectionnés pour accueillir la Coupe du monde de football de 2010 en Afrique du Sud. Le projet visait à faire augmenter la capacité du stade de 23 000 à 40 000 places assises. Cependant, le stade d'Orkney n'a pas été retenu dans la liste des dix stades tout comme ceux de Kimberley et Pretoria.